# Lunace
Lunace je jeden cyklus průběhu všech fází měsíce (od novu), trvá jeden synodický měsíc (29,53059 dne).
Pro označení konkrétního cyklu či fáze v čase se někdy se používá tzv. číslo lunace. Novější čísla lunací se počítají od prvního novu roku 2000 (6. ledna); používá se také Brownovo číslo lunace s počátkem od prvního novu roku 1923 (17. ledna), to má o 953 vyšší hodnotu.
Hned po novoluní se po levé straně Slunce objevuje Měsíc jako uzounký srpek a má pomyslně tvar písmene "D" – každou noc dorůstá do první čtvrti až do úplňku, při kterém Měsíc Slunci "uniká" – vychází při západu Slunce a zapadá při východu Slunce. Po úplňku Měsíc Slunce "předchází", má stále více tvar písmene "C" (couvá), až se jako nepatrný srpek bledě zatřpytí po pravé straně Slunce a nakonec na asi tři dny "zmizí", neboť nastal nov.